# Nicolás Bianco Colmenares
Nicolás Enrique Bianco Colmenares (Caracas, Venezuela, 2 de febrero de 1943-27 de julio de 2022) fue un médico internista, inmunólogo y profesor titular venezolano, fundador del Instituto de Inmunología, adscrito a la Facultad de Medicina de la Universidad Central de Venezuela (UCV). Fue vicerrector académico de la UCV desde 2009.

## Educación
Estudió para Médico-Cirujano en la UCV (1966), Medicina Interna en el Hospital New England Deaconess, Escuela de Medicina de la Universidad de Harvard (1968-1969), Magister Scientarum en Inmunología la Escuela de Medicina de la Universidad de Harvard (1969-1972) y obtuvo el título de Doctor en Ciencias Médicas en la Universidad del Zulia (LUZ, 1981). Además realizó un año sabático en el Departamento de Inmunohematología e Inmunopatología, Instituto Pasteur, París, Francia (1987-1988).

## Carrera académica
Se incorporó a la UCV en 1972, con la clara idea de establecer a la inmunología como una disciplina vital de la medicina. Desde el Laboratorio de Inmunopatología y la Unidad de Inmunología Clínica en el Instituto Anatomopatológico de la UCV fomentó el encuentro de los centros de Inmunología Clínica de Venezuela, buscando alianzas con la Organización Mundial de la Salud y de la Federación de Sociedades de Inmunología Clínica, con la finalidad de mejorar las actividades de investigación científica y tecnológica, e incentivar la incorporación de la planificación estratégica y el empleo de sistemas informáticos.
Fue fundador y director del “Centro Nacional de Referencia en Inmunología Clínica” en 1975 con una alianza entre la UCV y el Ministerio de Salud y Desarrollo Social. Bajo su dirección la institución fue asignada como "Centro Colaborador de la Organización Mundial de la Salud en Inmunología Clínica” por la Organización Mundial de la Salud (1982-2006). En 1990, este centro se transformó en el Instituto de Inmunología (IDI), Facultad de Medicina, UCV y en 2011 pasó a llamarse Instituto de Inmunología Dr. Nicolás E. Bianco C.

## Publicaciones destacadas
- Bianco NE, Dobkin LW, Schur PH. Immunological properties of isolated IgG and IgM anti-gamma-globulins (rheumatoid factors). Clin Exp Immunol. 1974;17:91-101. PubMed PMID: 4466600; PubMed Central PMCID: PMC1554068.[3]
- Vuillier F, Bianco NE, Montagnier L, Dighiero G. Selective depletion of low-density CD8+, CD16+ lymphocytes during HIV infection. AIDS Res Hum Retroviruses. 1988;4:121-9. PubMed PMID: 3259141.[4]
- Muller GY, Zabaleta ME, Arminio A, Colmenares CJ, Capriles FI, Bianco NE, Machado IV. Risk factors for dialysis-associated hepatitis C in Venezuela. Kidney Int. 1992;41:1055-8. PubMed PMID: 1381002.[5]
- Corado J, Toro F, Rivera H, Bianco NE, Deibis L, De Sanctis JB. Impairment of natural killer (NK) cytotoxic activity in hepatitis C virus (HCV) infection. ClinExp Immunol. 1997;109:451-7. PubMed PMID: 9328121; PubMed Central PMCID:
- PMC1904780.[6]
- Zabaleta-Lanz M, Vargas-Arenas RE, Tápanes F, Daboin I, Atahualpa Pinto J, Bianco NE. Silent nephritis in systemic lupus erythematosus. Lupus. 2003;12:26-30. PubMed PMID: 12587823.[7]
- De Sanctis JB, Blanca I, Bianco NE. Secretion of cytokines by natural killer cells primed with interleukin-2 and stimulated with different lipoproteins. Immunology. 1997 Apr;90:526-33. PubMed PMID: 9176105; PubMed Central PMCID:
- PMC1456702.[8]
- Zabaleta-Lanz ME, Muñoz LE, Tapanes FJ, Vargas-Arenas RE, Daboin I, Barrios Y, Pinto JA, Bianco NE. Further description of early clinically silent lupus nephritis. Lupus. 2006;15:845-51. PubMed PMID: 17211989.[9]
- Fortes Mdel P, Machado IV, Gil G, Fernández-Mestre M, Dagher L, León RV, Bianco NE, Tassinari P. Genetic contribution of major histocompatibility complex class II region to type 1 autoimmune hepatitis susceptibility in Venezuela. Liver Int. 2007;27:1409-16. Epub 2007 Oct 9. PubMed PMID: 17927716.[10]
- De Sanctis JB, Zabaleta M, Bianco NE, Garmendia JV, Rivas L. Serum adipokine levels in patients with systemic lupus erythematosus. Autoimmunity. 2009;42:272-4.[11]

## Gestión universitaria
Director-Fundador del “Centro Nacional de Referencia en Inmunología Clínica” (CNRIC) (MSDS-UCV) (1975-2006); Director del Centro Colaborador de la Organización Mundial de la Salud en Inmunología Clínica (CECOIC) OMS/OPS-SAS (1982-2006); Miembro Principal, Comité de Expertos en Inmunología, Organización Mundial de la Salud (1982-2006); Director del Instituto de Inmunología (1990-2006); Coordinador Fundador Emeritus de la Coordinación de Investigación, Facultad de Medicina UCV.(1990-1998); Vicerrector Académico de la Universidad Central de Venezuela (2008-).

## Premios y reconocimientos
Premio a la Trayectoria Científica "Dr. Francisco De Venanzi" (1993), Orden "José María Vargas", Primera Clase (1993), Orden “Universidad Central de Venezuela” (1997), Medalla Centenaria de la Academia Nacional de Medicina (2005), “Doctor Honoris Causa” de la Universidad Central de Venezuela (2006) y Miembro Nacional Correspondiente de la Academia Nacional de Medicina (2013).